# Villeblevin
Villeblevin és un municipi francès, situat al departament del Yonne i a la regió de Borgonya - Franc Comtat. L'any 2007 tenia 1.772 habitants.

## Demografia

### Població
El 2007 la població de fet de Villeblevin era de 1.772 persones. Hi havia 660 famílies, de les quals 133 eren unipersonals (42 homes vivint sols i 91 dones vivint soles), 224 parelles sense fills, 249 parelles amb fills i 54 famílies monoparentals amb fills.
La població ha evolucionat segons el següent gràfic:
Habitants censats

### Habitatges
El 2007 hi havia 793 habitatges, 670 eren l'habitatge principal de la família, 85 eren segones residències i 39 estaven desocupats. 761 eren cases i 29 eren apartaments. Dels 670 habitatges principals, 585 estaven ocupats pels seus propietaris, 65 estaven llogats i ocupats pels llogaters i 19 estaven cedits a títol gratuït; 5 tenien una cambra, 34 en tenien dues, 129 en tenien tres, 220 en tenien quatre i 281 en tenien cinc o més. 501 habitatges disposaven pel capbaix d'una plaça de pàrquing. A 281 habitatges hi havia un automòbil i a 324 n'hi havia dos o més.

### Piràmide de població
La piràmide de població per edats i sexe el 2009 era:
| Homes | Edats   | Dones |
| ----- | ------- | ----- |
| 0     | 95 o +  | 0     |
| 4     | 90 a 94 | 24    |
| 16    | 85 a 89 | 20    |
| 8     | 80 a 84 | 24    |
| 32    | 75 a 79 | 24    |
| 32    | 70 a 74 | 40    |
| 28    | 65 a 69 | 32    |
| 24    | 60 a 64 | 36    |
| 28    | 55 a 59 | 32    |
| 68    | 50 a 54 | 40    |
| 60    | 45 a 49 | 48    |
| 88    | 40 a 44 | 44    |
| 56    | 35 a 39 | 92    |
| 60    | 30 a 34 | 28    |
| 24    | 25 a 29 | 64    |
| 20    | 20 a 24 | 20    |
| 64    | 15 a 19 | 80    |
| 72    | 10 a 14 | 48    |
| 60    | 5 a 9   | 72    |
| 44    | 0 a 4   | 32    |

## Economia
El 2007 la població en edat de treballar era de 1.100 persones, 828 eren actives i 272 eren inactives. De les 828 persones actives 752 estaven ocupades (410 homes i 342 dones) i 77 estaven aturades (34 homes i 43 dones). De les 272 persones inactives 83 estaven jubilades, 91 estaven estudiant i 98 estaven classificades com a «altres inactius».

### Ingressos
El 2009 a Villeblevin hi havia 686 unitats fiscals que integraven 1.811 persones, la mediana anual d'ingressos fiscals per persona era de 18.086 €.

### Activitats econòmiques
Dels 59 establiments que hi havia el 2007, 1 era d'una empresa extractiva, 1 d'una empresa alimentària, 1 d'una empresa de fabricació de material elèctric, 1 d'una empresa de fabricació d'altres productes industrials, 22 d'empreses de construcció, 11 d'empreses de comerç i reparació d'automòbils, 3 d'empreses de transport, 4 d'empreses d'hostatgeria i restauració, 1 d'una empresa d'informació i comunicació, 1 d'una empresa financera, 5 d'empreses de serveis, 3 d'entitats de l'administració pública i 5 d'empreses classificades com a «altres activitats de serveis».
Dels 29 establiments de servei als particulars que hi havia el 2009, 1 era una oficina de correu, 2 tallers de reparació d'automòbils i de material agrícola, 6 paletes, 2 guixaires pintors, 6 fusteries, 5 lampisteries, 2 electricistes, 2 perruqueries i 3 restaurants.
Dels 4 establiments comercials que hi havia el 2009, 2 eren botiges de menys de 120 m², 1 una botiga de menys de 120 m² i 1 una botiga de roba.
L'any 2000 a Villeblevin hi havia 8 explotacions agrícoles que ocupaven un total de 339 hectàrees.

## Equipaments sanitaris i escolars
El 2009 hi havia 1 escola maternal i 1 escola elemental.

## Poblacions més properes
El següent diagrama mostra les poblacions més properes.